# Nørre Alslev
Nørre Alslev is een plaats met 2358 inwoners (2007) op het Deense eiland Falster (gemeente Guldborgsund).
Nørre Alslev heeft een kerk van rode baksteen, die oorspronkelijk was gewijd aan Sint-Nicolaas en waar zich fresco's uit verschillende perioden bevinden, waaronder een 14de-eeuwse dodendans Kerkelijk gezien behoort Nørre Alslev tot de gelijknamige parochie, die deel uitmaakt van de proosdij Falster van het lutherse bisdom Lolland-Falster.

## Voormalige gemeente
Tot de herindeling van 2007 was Nørre Alslev een afzonderlijke gemeente met een oppervlakte van 181,2 km² en 9595 inwoners, waarvan 4865 mannen en 4730 vrouwen (cijfers 2005).

## Geboren
- Mads Kruse Andersen (1978), roeier
- Jonas Kamper (1983), voetballer